# CSG Dingstede
De Christelijke scholengemeenschap Dingstede te Meppel, is ontstaan uit een fusie tussen de Gereformeerde en Hervormde MAVO's te Meppel in 1972. In 1974 werd er een havo-afdeling en in 1978 een vwo-afdeling aan de scholengemeenschap toegevoegd. De school kent een protestants-christelijke onderwijsgrondslag.
De naam Dingstede duikt op in 1980 als tot op heden de naam van de scholengemeenschap.
Dingstede komt op haar beurt weer van Dincstadinchus, een plaats waar recht gesproken werd. Dit gebeurde dan op een stuk land tussen de stad Meppel en het dorp Zwartsluis, dat de naam Dingstede droeg.
Het schoolgebouw aan de huidige locatie, de Gerard Doustraat 13 te Meppel werd in 1980 in gebruik genomen.
Thans (2016) wordt er op Dingstede onderwijs in vmbo-tl, havo, vwo en entreprenasium aangeboden.